# Yasuhiko Satō
Yasuhiko 'Hachi' Satō  (japans 佐藤恭彦, Satō Yasuhiko, prefectuur Gunma, 26 november 1968) is een Japanse contrabassist in de jazz.

## Biografie
Satō speelde in 1997 in Tokio in het kwartet van Dusko Goykovich (Munich Serenade, met Peter Mihelich en Masahiko Osaka), tevens te horen op de live-plaat Round Midnight: Live at Lexington Hall. In die tijd speelde hij ook in het trio van pianist Yuichi Inoue, waarmee hij eind 1997 het album Blue Requiem (met Akira Igawa) opnam. Hij werkte verder onder meer met zangeres Chie Ayado (My Life, 2002) en zanger Toko ("You Are So Beautiful“). In 2008 speelde hij in het trio van Yuki Arimasa (met Dairiki Hara), in 2011 was hij lid van het trio van Hitomi Nishiyama (Music in You).